# Football Club Schaffhouse
Maillots
Actualités
Le FC Schaffhouse est un club de football de la ville de Schaffhouse en Suisse. 
Il évolue en Challenge League. Son président est Roland Klein.

## Histoire
Le club est fondé le 1er juillet 1896, sous le nom de FC Victoria. En 1902, il fusionne avec le FC Young-Boys Schaffhouse et devient le FC Schaffhouse. En 1904, nouvelle fusion avec le Grasläufer Schaffhouse pour devenir le Vereinigte Fussball-Klubs von Schaffhausen. En 1915, le club change de nom pour FC Schaffhouse-Sparta et redevient FC Schaffhouse en 1936.

## Palmarès

### Coupe de Suisse
2 finales perdues
- 1988, 1994

## Quelques anciens joueurs
- Hans-Peter Friedländer
- Eugen « Geni » Meier
- Gábor Gerstenmájer
- Stefan Lehmann
- Roberto Di Matteo
- Joachim Löw

## Entraîneurs
- ???? - ???? : Gusti Bark
- ???? - ???? : Otto Lanz
- 1935 - 1936 : Rudolf Kis
- ???? - ???? : Georg Rüegg
- 1943 - 1947 : Max Weiler
- 1947 - 1948 : Herbert Rosenmayr
- 1948 - 1952 : Marco Bianchi
- 1952 - 1956 : Josef Smistik
- 1956 - 1957 : Ernst Sabeditsch
- 1957 - 1958 : Günther Furrer
- 1958 - 1960 : Josef Lachermeier
- 1960 - 1961 : Willi Macho
- 1961 - 1962 : Josef « Jupp » Derwall
- 1962 - 1963 : Kurt Zaro
- 1963 - 1964 : Werner Zehnder
- 1964 - 1965 : Josef Smistik
- 1968 - 1969 : Hans Schrittmatter
- 1969 - 1970 : Erich Knobloch
- 1972 - 1973 : Tony Alleman
- 1976 - 1979 : Guido Meyer
- 1979 - 1980 : Urs Siegenthaler
- 1980 - 1981 : Jörg Goldmann
- 1983 - 1986 : Karl Berger (juillet - avril)
- 1986 - 1986 : Gerhard Wabel (avril - avril)
- 1986 - 1986 : Konrad Holenstein (avril - juillet)
- 1986 - 1988 : Roland Frei
- 1988 - 1989 : Erich Föllmi
- 1989 - 1990 : Hubert Münch
- 1990 - 1992 : Rolf Fringer
- 1992 - 1994 : Heinz Bigler
- 1994 - 1997 : Walter Iselin
- 1997 - 1999 : Boro Kuzmanovic
- 1999 - 2000 : Marco Filomeno
- 2000 - 2007 : Jürgen Seeberger
- 2007 - 2008 : Marco Schällibaum
- 2008 - 2009 : Fabian Müller
- 2009 - 2011 : René Weiler
- 2011 - 2011 : Vlado Nogic
- 2011 - 2011 : Hans Stamm
- 2011 - 2016 : Maurizio Jacobacci
- 2016 - 2016 : Axel Thoma
- 2016 - 2017 : Murat Yakın
- 2017 - 2019 : Boris Smiljanić
- 2019 - 2019 : Jürgen Seeberger
- 2019 - 2021 : Murat Yakın
- 2021 - 2022 : Martin Andermatt
- 2022 - 2023 : Hakan Yakın
- depuis 2023 : André Meier